# Matic Osovnikar
Matic Osovnikar (Kranj, 19 gennaio 1980) è un ex velocista sloveno, primatista nazionale dei 100 metri piani e dei 200 metri piani.
Ha vinto in totale 18 titoli nazionali assoluti all'aperto e 6 al coperto.

## Palmarès
| Anno | Manifestazione          | Sede       | Evento      | Risultato        | Prestazione | Note |
| ---- | ----------------------- | ---------- | ----------- | ---------------- | ----------- | ---- |
| 1998 | Mondiali juniores       | Annecy     | 4×100 m     | Batteria         | 41"18       |      |
| 2000 | Giochi olimpici         | Sydney     | 4x100 m     | Batteria         | 39"25       |      |
| 2001 | Europei under 23        | Amsterdam  | 100 m piani | 4º               | 10"47       |      |
| 2001 | Europei under 23        | Amsterdam  | 200 m piani | Batteria         | 21"41       |      |
| 2001 | Europei under 23        | Amsterdam  | 4×100 m     | Bronzo           | 39"95       |      |
| 2001 | Giochi del Mediterraneo | Radès      | 100 m piani | 6º               | 10"32       |      |
| 2002 | Europei indoor          | Vienna     | 200 m piani | Batteria         | 21"26       |      |
| 2002 | Europei                 | Monaco     | 100 m piani | Semifinale       | 10"49       |      |
| 2002 | Europei                 | Monaco     | 200 m piani | Batteria         | 21"55       |      |
| 2002 | Europei                 | Monaco     | 4x100 m     | Batteria         | 39"71       |      |
| 2003 | Mondiali indoor         | Birmingham | 200 m piani | 4º               | 21"17       |      |
| 2003 | Mondiali                | Parigi     | 100 m piani | Quarti di finale | 10"35       |      |
| 2004 | Mondiali indoor         | Budapest   | 60 m piani  | 5º               | 6"58        |      |
| 2004 | Giochi olimpici         | Atene      | 100 m piani | Quarti di finale | 10"26       |      |
| 2004 | Giochi olimpici         | Atene      | 200 m piani | Semifinale       | 20"89       |      |
| 2005 | Europei indoor          | Madrid     | 60 m piani  | Semifinale       | 6"66        |      |
| 2005 | Europei indoor          | Madrid     | 200 m piani | Semifinale       | dns         |      |
| 2005 | Giochi del Mediterraneo | Almería    | 100 m piani | Oro              | 10"35       |      |
| 2005 | Giochi del Mediterraneo | Almería    | 200 m piani | Oro              | 20"75       |      |
| 2005 | Giochi del Mediterraneo | Almería    | 4×100 m     | Bronzo           | 39"57       |      |
| 2005 | Mondiali                | Helsinki   | 100 m piani | Quarti di finale | 10"48       |      |
| 2005 | Mondiali                | Helsinki   | 200 m piani | Batteria         | 20"94       |      |
| 2006 | Mondiali indoor         | Mosca      | 60 m piani  | 4º               | 6"58        |      |
| 2006 | Europei                 | Göteborg   | 100 m piani | Bronzo           | 10"14       |      |
| 2006 | Europei                 | Göteborg   | 200 m piani | Semifinale       | 21"08       |      |
| 2006 | Europei                 | Göteborg   | 4×100 m     | Batteria         | dnf         |      |
| 2007 | Europei indoor          | Birmingham | 60 m piani  | 4º               | 6"74        |      |
| 2007 | Mondiali                | Osaka      | 100 m piani | 7º               | 10"23       |      |
| 2007 | Mondiali                | Osaka      | 200 m piani | Quarti di finale | 20"65       |      |
| 2008 | Giochi olimpici         | Pechino    | 100 m piani | Quarti di finale | 10"24       |      |
| 2008 | Giochi olimpici         | Pechino    | 200 m piani | Batteria         | 20"95       |      |
| 2009 | Europei indoor          | Torino     | 60 m piani  | Batteria         | 6"74        |      |
| 2009 | Mondiali                | Berlino    | 100 m piani | Batteria         | 10"52       |      |
| 2010 | Europei                 | Barcellona | 100 m piani | Semifinale       | 10"51       |      |
| 2010 | Europei                 | Barcellona | 200 m piani | Batteria         | 21"36       |      |
| 2010 | Europei                 | Barcellona | 4×100 m     | Batteria         | dq          |      |
| 2012 | Europei                 | Helsinki   | 100 m piani | Batteria         | 10"60       |      |